# Estação Pirajá
A Estação Pirajá é uma das estações do Sistema Metroviário de Salvador e Lauro de Freitas, situada em Salvador. É uma das estações terminais que integram a Linha 1 do sistema.
Foi inaugurada em 22 de dezembro de 2015, concluindo assim o projeto original da Linha 1 que previa 12 quilômetros de trilhos. Permaneceu em horário de funcionamento reduzido devido ao período inicial de testes até 11 de fevereiro de 2016, quando começou a operação comercial e consequente cobrança da tarifa também no trecho Bom Juá–Pirajá, apesar de ainda restringida integração entre metrô e ônibus.

## Características
A estação tem 8 484 metros quadrados de área construída erguida em trecho de superfície com integração a um terminal de transbordo de ônibus homônimo que por este é conectada via uma passarela. Possui duas plataformas laterais de embarque/desembarque. O bicicletário tem capacidade para 108 bicicletas.